# Turtle
Turtle (англ. Terse RDF Triple Language, краткий язык RDF Triple) — формат для сериализации графов RDF (модель описания ресурсов).  Является подмножеством формата  Notation 3 (N3), разработанного Тимом Бернерсом-Ли и Дэном Конноли. Разработан Дэйвом Бэкеттом. Является расширением минималистичного формата N-Triples. Поддерживает только модели RDF (в отличие от полного формата N3). В протоколе SPARQL и языке запросов RDF для описания шаблонов графов используется подмножество формата N3, аналогичное Triple, но отличающееся использованием скобок для обозначения границ подграфов.
Не существует организации, ответственной за стандартизацию Turtle. Формат популярен среди разработчиков семантического веба из-за синтаксиса, удобного для человека (в отличие от RDF/XML). Некоторые утилиты для обработки RDF (например, Redland, Sesame, Jena и RDFLib) поддерживают чтение данных в формате Turtle и запись данных в формат Turtle.

## Пример
```
@prefix rdf: <
http://www.w3.org/1999/02/22-rdf-syntax-ns#
> .
@prefix dc: <
http://purl.org/dc/elements/1.1/
> .
@prefix ex: <
http://example.org/stuff/1.0/ (недоступная+ссылка)
> .
```

```
<
http://www.w3.org/TR/rdf-syntax-grammar
>
  dc:title "RDF/XML Syntax Specification (Revised)" ;
  ex:editor [
    ex:fullname "Dave Beckett";
    ex:homePage <
http://purl.org/net/dajobe/
>
  ] .
```

Текст на языке Turtle также является текстом на языке Notation 3.